# Мамади Сидибе
Мамади Сидибе (на френски: Mamady Sidibe) е бивш малийски професионален футболист, централен нападател.

## Кариера
Юноша на Баньо Франция от 1995, през 1997 преминава в школата на Масю Паласю Франция, през 1998 играе в школата на Ред Стар Франция, откъдето през 2000 заминава за школата на Пари-Шаретон Франция. Играе като нападател. В началото на 2001 преминава успешни проби, след което подписва със Суонзи Англия. Дебютира и вкарва първия си гол в първия кръг за победата с 3:1 над Макълсфийлд Таун Англия. Печели наградата за играч на мача срещу Куинс Парк Рейнджърс Англия, за да се стигне до оферта от 200 000 паунда от Барнзли Англия, която лично той отклонява. След дисциплинарни проблеми с клуба през август 2002 се присъединява към Джилингам Англия като е в тима до лятото на 2005, когато преминава в Стоук Сити Англия. Дебютен гол отбелязва през август 2005 за победата с 3:1 над Норич Сити Англия. На 23 август 2008 участва в първата победа на Стоук Сити в Премиер Лига на Англия за крайното 3:2 над Астън Вила Англия като вкарва и гол. Следва период на три последователни контузии, които го карат да сложи край на кариерата си. На 22 ноември 2012 е даден под наем на Шефилд Уензди Англия, а през февруари 2013 преминава под наем в Транмиър Англия. На 29 юли 2013 минава неуспешни проби в Глазгоу Рейнджърс Шотландия, след което е взет на проби в ЦСКА и подписва договор на 28 август 2013. Дебютира за армейците на 13 септември 2013 при победата с 0:1 над Пирин Гоце Делчев, а първи гол вкарва на 17 септември 2013 при победата с 6:2 над Хасково в турнира за купата на България. През декември 2013 е освободен от тима и минава проби в Соутенд Англия, но не подписва, след което се отказва от кариерата си.
Изиграва 15 мача с 1 гол за националния отбор на Мали.